# Louis-César de La Baume Le Blanc de La Vallière
Pour les articles homonymes, voir Baume et de La Vallière.
Louis César de La Baume Le Blanc, duc de Vaujours, puis duc de La Vallière, né le 9 octobre 1708 à Paris où il est mort le 16 novembre 1780, est un militaire et bibliophile français.

## Biographie
Fils de Charles-François de la Baume Le Blanc, marquis puis duc de La Vallière (petit-neveu de la duchesse de La Vallière, maîtresse de Louis XIV), et de Marie-Thérèse de Noailles. 
Louis-César de la Baume Le Blanc épouse (1732) Anne-Julie Françoise de Crussol d'Uzès (11 décembre 1713 – 2 janvier 1797) dame de Wideville. 
- Leur fille Adrienne-Émilie-Félicité de La Baume Le Blanc de La Vallière, dame de Pagny et de Wideville, épouse en 1756 Louis-Gaucher de Châtillon (1737-1762 ; duc de Châtillon à Mauléon, le dernier des Châtillon-branche de Porcien)
  - Postérité : cf. Uzès et La Trémoille par leur fille Louise-Emmanuelle de Châtillon.

Le duc de La Vallière est colonel du régiment d’infanterie de son nom en 1727, à dix-neuf ans. En 1730, son père démissionne de sa pairie de France en sa faveur. Il est alors connu sous le nom de duc de Vaujours. En 1739, il hérite de son père le duché de la Vallière et le gouvernement du Bourbonnais. Brigadier des armées du roi en 1740, le duc de la Vallière est capitaine des chasses de la capitainerie royale de Montrouge et grand fauconnier de France en 1748. Apprécié de Louis XV, il est également proche de Madame de Pompadour, qui le nomme directeur de son théâtre de société personnel.

Il avait apparemment piètre réputation puisqu'on lit dans les Mémoires secrets de Bachaumont (19 novembre 1780) : 

« M. le duc de La Vallière vient de mourir. C'était un des seigneurs les plus corrompus de la vieille cour, ami du feu roi et voué à toutes ses maîtresses. Il mérite cependant qu'on conserve son nom à la postérité comme auteur distingué, comme protecteur des lettres et même comme faiseur. Il avait vendu une fois sa bibliothèque très renommée alors pour les manuscrits. Il s'en était composé une autre d'un nouveau genre, fort précieuse encore ; il avait des tableaux et, moderne Lucullus, il possédait des jardins délicieux, comme ce Romain. »

Il est surtout connu comme l'un des plus grands bibliophiles du XVIIIe siècle. Avec l'aide de son bibliothécaire, l'abbé Rive, il achetait des bibliothèques entières et revendait les ouvrages qu'il avait en double. Il a laissé son nom à une teinte de maroquin, de nuance feuille morte. Sa bibliothèque a été vendue en trois vacations en 1767, 1783 et 1788. Une partie en a été acquise par le comte d'Artois et incorporée au fonds de la bibliothèque de l'Arsenal.
De 1739 à 1763, il possède le château de Champs-sur-Marne, dont son père avait reçu en 1718 la nue-propriété de la princesse de Conti, fille légitimée de Louis XIV et de Louise de La Vallière. Il y mène une vie brillante, recevant des hommes de lettres comme Diderot, Voltaire, d'Alembert, Moncrif. Après la construction, vers 1750, de son château de Montrouge (à l'emplacement de l'actuel l'hôtel de ville de Montrouge), il délaisse Champs, qu'il loue à Madame de Pompadour, et finit par vendre en 1763.
Il est fait chevalier de l'ordre du Saint-Esprit le 25 mai 1749.

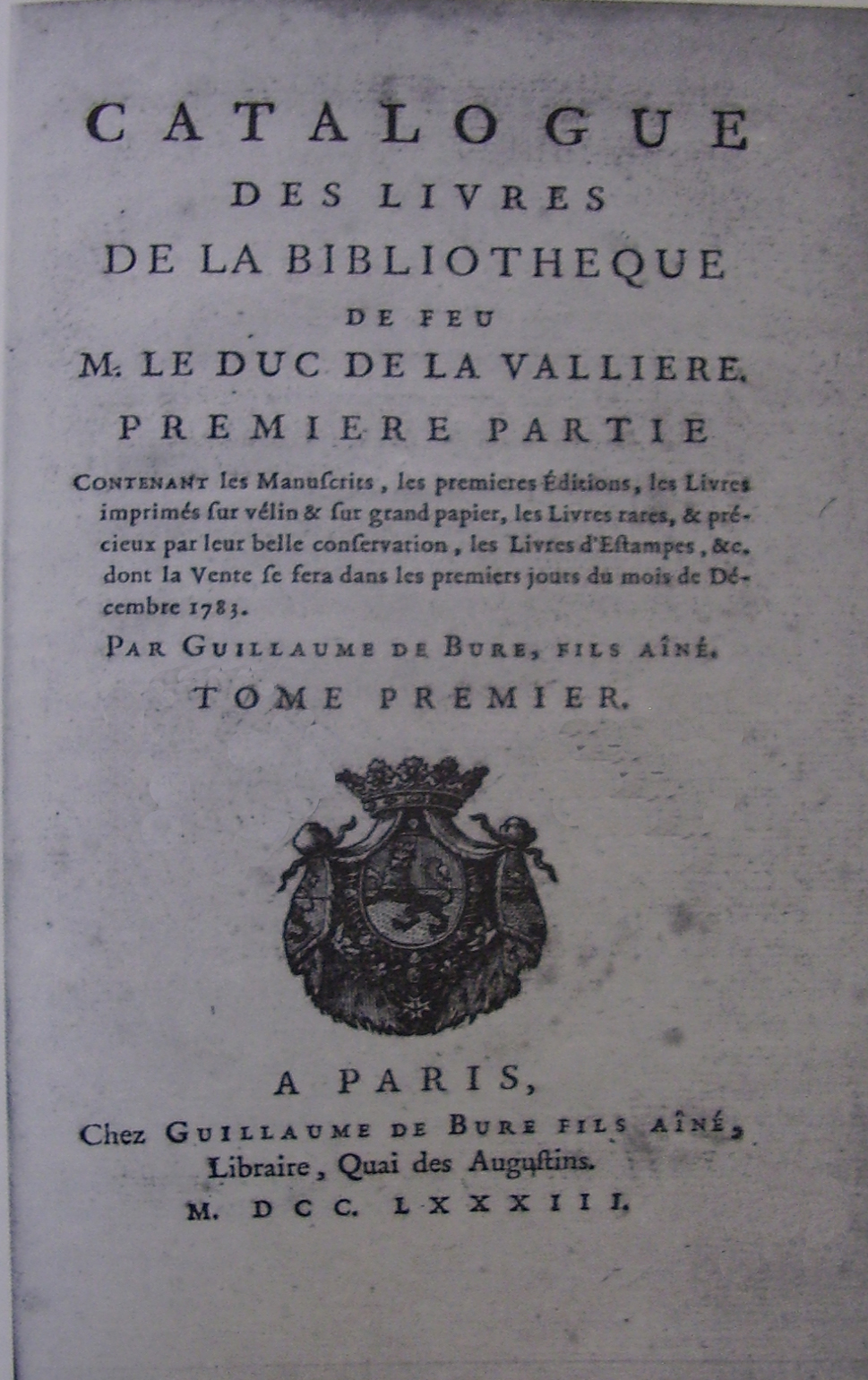
Catalogue de la première partie de la vente des livres du duc de La Vallière (déc. 1783).

Le duc de La Vallière a fait publier Ballets, opera, et autres ouvrages lyriques (1760) et la Bibliothèque du Théâtre-Français (1768, 3 vol. in-12) dont le principal rédacteur est Barthélemy Mercier de Saint-Léger.
En 1777, il fait obtenir à son protégé Pierre Robert Alixand de Montceau un brevet de conseiller du Roi en sa Capitainerie des Chasses du Louvre. Ce geste n'est pas tout à fait désintéressé, car il a depuis la fin de l'année précédente des vues sur la fille de ce dernier, qui se trouve au couvent du Petit-Luxembourg, à Paris. Il échange une correspondance de près d'un an et demi qui laisse penser à sa lecture qu'il s'agit bien d'une liaison amoureuse. À sa mort, le 16 novembre 1780, il laisse à la jeune Anne Charlotte Alixand de Montceau qu'il nomme « son bel enfant », une rente annuelle de 3 000 livres.
En décembre 1783, son immense bibliothèque, dont le catalogue est édité par Guillaume Debure avec l'aide de Joseph Van Praet, est vendue aux enchères à Paris en plusieurs vacations dont la dernière est datée début décembre 1784. Lors de cette vente qui fut sans conteste l’événement bibliophilique du siècle finissant, une partie des plus beaux ouvrages est achetée par l'État, via Grégoire Desaunays, commis du maître de la Librairie et gardes de la Bibliothèque du roi : plus de 900 ouvrages rentrent ainsi dans les collections royales, dont 210 manuscrits et 290 incunables.